# Parachrysopiella argentina
Parachrysopiella argentina is een insect uit de familie van de gaasvliegen (Chrysopidae), die tot de orde netvleugeligen (Neuroptera) behoort. 
Parachrysopiella argentina is voor het eerst wetenschappelijk beschreven door Banks in 1910.